# 髯毛凤仙花
髯毛凤仙花（学名：Impatiens barbata）是凤仙花科凤仙花属的植物，是中国的特有植物。分布于中国大陆的四川、云南等地，生长于海拔2,000米至3,000米的地区，一般生长在沟边林下、开旷山坡或溪旁，目前尚未由人工引种栽培。